# Харрис, Гэри
Гэри Харрис (англ. Gary Harris; родился 14 сентября 1994, Фишерс, Индиана) — американский профессиональный баскетболист, выступающий за клуб Национальной баскетбольной ассоциации «Орландо Мэджик». Играет на позиции атакующего защитника.

## Ранние годы
Гэри Харрис родился 14 сентября 1994 года в семье Гэри Харриса и Джой Холмс. Его мать четыре года, с 1988 по 1991, выступала за баскетбольную команду Университета Пердью, набрала за это время 1747 очков. В 1991 году Джой Холмс-Харрис была включена в символическую сборную студенческого чемпионата по версиям Kodak и WBCA. Позже она играла за профессиональные команды в Японии, а в 2000 году выступала за клуб ЖНБА «Детройт Шок».

## Карьера в НБА

### Денвер Наггетс (2014—2021)
26 июня 2014 Харрис был выбран на драфте НБА 2014 года под 19-м номером командой «Чикаго Буллз». В ночь драфта он был обменян в клуб «Денвер Наггетс». В Летней лиге НБА 2014 Харрис сыграл за «Наггетс» пять матчей, в которых набирал в среднем 18,6 очка, 4,2 подбора, 2,6 перехвата и 2 передачи. 31 июля он заключил с клубом профессиональный контракт. Первые семь игр своего дебютного сезона Харрис пропустил из-за травмы спины. 14 ноября 2014 года он сыграл против «Индиана Пэйсерс» свой первый матч в НБА, в котором за 18 минут набрал 13 очков, сделал 3 подбора и 2 передачи. Однако по ходу сезона его статистика существенно ухудшилась, лишь один раз, в самом конце сезона, Харрис повторил достижение в 13 набранных очков.
11 октября 2015 года «Денвер» продлил контракт Харриса на третий сезон. Перед началом сезона Гэри получил место в стартовой пятёрке «Наггетс». 20 ноября 2015 года он установил новый личный рекорд результативности, набрав 20 очков в матче против «Финикс Санз». 14 декабря в матче против «Хьюстон Рокетс» Харрис обновил рекорд, набрав 21 очко. 22 декабря он повторил это достижение в матче с «Лос-Анджелес Лейкерс».
12 октября 2017 года Харрис подписал с «Наггетс» четырехлетний контракт на 84 миллиона долларов.
13 декабря 2017 года Харрис набрал максимальные за карьеру 36 очков в матче против «Бостон Селтикс».
3 января 2018 года он набрал 28 из своих 36 очков в первой половине матча против «Финикс Санз».
9 апреля 2018 года Харрис вернулся после пропуска 11 матчей и набрал 12 очков со скамейки запасных в матче против «Портленд Трэйл Блэйзерс».
В декабре 2018 года Харрис пропустил 11 игр из-за травмы правого бедра и пять игр в январе из-за растяжения подколенного сухожилия. Позже он пропустил семь игр из-за растяжения приводящей мышцы.

### Орландо Мэджик (2021—настоящее время)
25 марта 2021 года Харрис, Ар Джей Хэмптон и будущий выбор первого раунда драфта были обменяны в «Орландо Мэджик» на Аарона Гордона и Гэри Кларка.
30 июня 2022 года Харрис подписал продление контракта с «Мэджик» на два года и 26 миллионов долларов. 29 декабря Харрис был отстранен НБА на одну игру без сохранения зарплаты за то, что покинул зону, отведенную для запасных, во время потасовки в игре против «Детройт Пистонс».
6 июля 2024 года Харрис подписал новый двухлетний контракт с «Мэджик» на сумму 14 миллионов долларов.

## Статистика

### Статистика в НБА
| Сезон                                                                                    | Команда | Регулярный сезон | Регулярный сезон | Регулярный сезон | Регулярный сезон | Регулярный сезон | Регулярный сезон | Регулярный сезон | Регулярный сезон | Регулярный сезон | Регулярный сезон | Регулярный сезон | Серия плей-офф | Серия плей-офф | Серия плей-офф | Серия плей-офф | Серия плей-офф | Серия плей-офф | Серия плей-офф | Серия плей-офф | Серия плей-офф | Серия плей-офф | Серия плей-офф |
| Сезон                                                                                    | Команда | GP               | GS               | MPG              | FG%              | 3P%              | FT%              | RPG              | APG              | SPG              | BPG              | PPG              | GP             | GS             | MPG            | FG%            | 3P%            | FT%            | RPG            | APG            | SPG            | BPG            | PPG            |
| ---------------------------------------------------------------------------------------- | ------- | ---------------- | ---------------- | ---------------- | ---------------- | ---------------- | ---------------- | ---------------- | ---------------- | ---------------- | ---------------- | ---------------- | -------------- | -------------- | -------------- | -------------- | -------------- | -------------- | -------------- | -------------- | -------------- | -------------- | -------------- |
| 2014/15                                                                                  | Денвер  | 55               | 6                | 13,1             | 30,4             | 20,4             | 74,5             | 1,2              | 0,5              | 0,7              | 0,1              | 3,4              | Не участвовал  | Не участвовал  | Не участвовал  | Не участвовал  | Не участвовал  | Не участвовал  | Не участвовал  | Не участвовал  | Не участвовал  | Не участвовал  | Не участвовал  |
| 2015/16                                                                                  | Денвер  | 76               | 76               | 32,1             | 46,9             | 35,4             | 82,0             | 2,9              | 1,9              | 1,3              | 0,2              | 12,3             | Не участвовал  | Не участвовал  | Не участвовал  | Не участвовал  | Не участвовал  | Не участвовал  | Не участвовал  | Не участвовал  | Не участвовал  | Не участвовал  | Не участвовал  |
| 2016/17                                                                                  | Денвер  | 57               | 56               | 31,3             | 50,2             | 42,0             | 77,6             | 3,1              | 2,9              | 1,2              | 0,1              | 14,9             | Не участвовал  | Не участвовал  | Не участвовал  | Не участвовал  | Не участвовал  | Не участвовал  | Не участвовал  | Не участвовал  | Не участвовал  | Не участвовал  | Не участвовал  |
| 2017/18                                                                                  | Денвер  | 67               | 65               | 34,4             | 48,5             | 39,6             | 82,7             | 2,6              | 2,9              | 1,8              | 0,2              | 17,5             | Не участвовал  | Не участвовал  | Не участвовал  | Не участвовал  | Не участвовал  | Не участвовал  | Не участвовал  | Не участвовал  | Не участвовал  | Не участвовал  | Не участвовал  |
| 2018/19                                                                                  | Денвер  | 57               | 48               | 28,8             | 42,4             | 33,9             | 79,9             | 2,8              | 2,2              | 1,0              | 0,3              | 12,9             | 14             | 14             | 37,0           | 46,2           | 35,1           | 86,8           | 4,1            | 2,3            | 0,9            | 0,6            | 14,2           |
| 2019/20                                                                                  | Денвер  | 56               | 55               | 31,8             | 42,0             | 33,3             | 81,5             | 2,9              | 2,1              | 1,4              | 0,3              | 10,4             | 14             | 12             | 27,1           | 37,8           | 36,5           | 77,3           | 2,0            | 1,7            | 1,1            | 0,3            | 7,4            |
| 2020/21                                                                                  | Денвер  | 19               | 19               | 30,6             | 44,2             | 32,0             | 73,3             | 2,5              | 1,7              | 0,9              | 0,2              | 9,7              | Не участвовал  | Не участвовал  | Не участвовал  | Не участвовал  | Не участвовал  | Не участвовал  | Не участвовал  | Не участвовал  | Не участвовал  | Не участвовал  | Не участвовал  |
| 2020/21                                                                                  | Орландо | 20               | 19               | 25,0             | 36,5             | 36,4             | 87,5             | 1,6              | 2,3              | 0,6              | 0,4              | 10,2             | Не участвовал  | Не участвовал  | Не участвовал  | Не участвовал  | Не участвовал  | Не участвовал  | Не участвовал  | Не участвовал  | Не участвовал  | Не участвовал  | Не участвовал  |
| 2021/22                                                                                  | Орландо | 61               | 30               | 28,4             | 43,4             | 38,4             | 87,4             | 2,0              | 1,8              | 1,0              | 0,1              | 11,1             | Не участвовал  | Не участвовал  | Не участвовал  | Не участвовал  | Не участвовал  | Не участвовал  | Не участвовал  | Не участвовал  | Не участвовал  | Не участвовал  | Не участвовал  |
| 2022/23                                                                                  | Орландо | 48               | 42               | 24,7             | 45,0             | 43,1             | 90,0             | 2,0              | 1,2              | 0,9              | 0,3              | 8,3              | Не участвовал  | Не участвовал  | Не участвовал  | Не участвовал  | Не участвовал  | Не участвовал  | Не участвовал  | Не участвовал  | Не участвовал  | Не участвовал  | Не участвовал  |
|                                                                                          | Всего   | 516              | 416              | 28,4             | 44,8             | 37,0             | 81,5             | 2,4              | 2,0              | 1,1              | 0,2              | 11,5             | 28             | 26             | 32,0           | 43,1           | 35,8           | 83,3           | 3,1            | 2,0            | 1,0            | 0,4            | 10,8           |
| Наведите курсор мыши на аббревиатуры в заголовке таблицы, чтобы прочесть их расшифровку. |         |                  |                  |                  |                  |                  |                  |                  |                  |                  |                  |                  |                |                |                |                |                |                |                |                |                |                |                |

### Статистика в колледже
| Сезон                                                                                   | Команда       | GP | GS | MPG  | FG%  | 3P%  | FT%  | RPG | APG | SPG | BPG | PPG  |  |
| --------------------------------------------------------------------------------------- | ------------- | -- | -- | ---- | ---- | ---- | ---- | --- | --- | --- | --- | ---- |  |
| 2012/13                                                                                 | Мичиган Стэйт | 34 | 33 | 29,7 | 45,6 | 41,1 | 75,5 | 2,5 | 1,4 | 1,3 | 0,2 | 12,9 |  |
| 2013/14                                                                                 | Мичиган Стэйт | 35 | 34 | 32,3 | 43,0 | 35,2 | 81,0 | 4,0 | 2,7 | 1,8 | 0,4 | 16,7 |  |
|                                                                                         | Всего         | 69 | 67 | 31,0 | 44,1 | 37,6 | 78,7 | 3,3 | 2,0 | 1,6 | 0,3 | 14,9 |  |
| Наведите курсор мыши на аббревиатуры в заголовке таблицы, чтобы прочесть их расшифровку |               |    |    |      |      |      |      |     |     |     |     |      |  |